# هالو (نمایشنامه)
هالو نمایشنامه‌ای است از علی نصیریان.

## متن
جدیدترین نسخهٔ منتشرشدهٔ این نمایشنامه در کتاب تماشاخانه (۱۳۸۳) آمده است.